# Marie Luisa Albertina Leiningensko-Falkenbursko-Dagsburská
Marie Luisa Albertina Leiningensko-Falkenbursko-Dagsburská (16. března 1729 – 11. března 1818) byla dědičkou baronství Broich a sňatkem hesensko-darmstadtskou princeznou. Byla také babičkou a vzdělavatelkou budoucí pruské královny Luisy Meklenbursko-Střelické.

## Život
Marie Luisa se narodila jako dcera Kristiána Karla Reinharda Leiningensko-Dachsbursko-Falkenbursko-Heidesheimského a jeho manželky Kateřiny Polyxeny Solms-Rödelheimské. Po otcově smrti se stala dědičkou baronství Broich a spolu s architektem Nicolasem de Pigage, se pustila do obnovy a rozšíření hradu Broich. V roce 1806 byla vláda v Broichu Napoleonem rozpuštěna a roku 1815 bylo baronství připojeno k Prusku.
16. března 1748 se Marie Luisa Albertina v Heidesheim am Rhein provdala za Jiřího Viléma Hesensko-Darmstadtského, mladšího bratra vládnoucího lankraběte Ludvíka IX.
Její dcera Frederika byla první manželkou a dcera Šarlota druhou manželkou Karla II. Meklenbursko-Střelického. Obě zemřely při porodu. Karel pak ukončil svou službu jako generální guvernér Hannoveru a přestěhoval se s dětmi do Darmstadtu. Princezna Marie Luisa ovdověla v roce 1782 a převzala starost o vzdělání a péči o Karlovy děti.
Šarlota Georgina s otcem do Darmstadtu neodešla. V 16 letech se provdala za sasko-hildburghausenského vévodu. Otec často své dva syny navštěvoval a v roce 1787 se s nejstarší dcerou přestěhoval do Hildburghausenu, poté co se stal místním císařským debetem komise. A tak se Marie Luisa starala především o Luisu a její sestry Terezu a Frederiku, kterým poskytla bezpečný a relativně neformální domov ve "Starém paláci" na tržním náměstí v Darmstadtu. Používala regionální vzdělávací metody.
V roce 1790 odcestovala s Luisou, Frederikou a Jiřím do Frankfurtu na korunovaci Leopolda II. Zůstali tam s Kateřinou Alžbětou Goethe. V roce 1791 nastoupili vzdělávací výlet do Nizozemska. V roce 1792 utekla s dětmi před postupující francouzskou armádou z Darmstadtu k vnučce Šarlotě do Hildburghausenu, kde zůstali do března 1793. Na zpáteční cestě do Darmstadtu cestovali přes Frankfurt, kde se Luisa setkala se svým budoucím manželem Fridrichem Vilémem Pruským. V roce 1793 doprovázela Marie Luisa své vnučky Luisu a Frederiu na jejich svatbu v Berlíně.
Marie Luisa byla popisována jako báječná osoba s vřelým srdcem, veselou a mluvící falckým dialektem. Svým vnučkám byla svou blízkostí a vřelostí náhradní matkou.

## Potomci
| Jméno                                               | Portrét | Narození          | Úmrtí             | Poznámky                                                                                 |
| --------------------------------------------------- | ------- | ----------------- | ----------------- | ---------------------------------------------------------------------------------------- |
| Ludvík Jiří Karel                                   |         | 1749              | 1823              | V roce 1788 se morganaticky oženil s Frederikou Schmidtovou, baronkou von Hessenheim     |
| Jiří Fridrich                                       |         | 1750              | 1750              |                                                                                          |
| Frederika Karolína meklenbursko-střelická vévodkyně |         | 20. srpna 1752    | 22. května 1782   | V roce 1768 se provdala za Karla II. Meklenbursko-Střelického                            |
| Jiří Karel                                          |         | 14. června 1754   | 28. ledna 1830    |                                                                                          |
| Šarlota Vilemína meklenbursko-střelická vévodkyně   |         | 5. listopadu 1755 | 12. prosince 1785 | V roce 1784 se provdala za Karla II. Meklenbursko-Střelického                            |
| Karel Vilém Jiří                                    |         | 1757              | 1797              |                                                                                          |
| Fridrich Jiří August                                |         | 1759              | 1808              | V roce 1788 se morganaticky provdala za Karolinu Luisu Seitzskou, baronkou von Friedrich |
| Luisa Henrieta Karolína                             |         | 15. února 1761    | 24. října 1829    | V roce 1777 se provdala za Ludvíka I. Hesenského                                         |
| Augusta Vilemína zweibrückenská vévodkyně           |         | 14. dubna 1765    | 30. března 1796   | V roce 1785 se provdala za Maxmiliána I. Josefa Bavorského                               |